# Cho Youn-jeong
Cho Youn-Jeong, född 29 september 1969, är en idrottare från Sydkorea, som tävlade i bågskytte vid de olympiska sommarspelen 1992 i Barcelona. Hon tog där guldmedalj i damernas lagdisciplin, och i den individuella disciplinen.